# Acarología

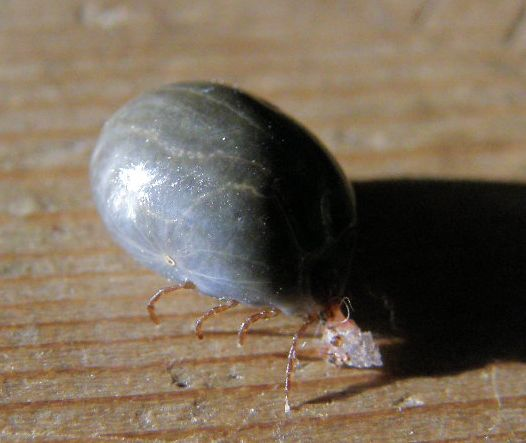
La acarología es el estudio de los ácaros (subclase Acari o Acarina), que son parte de los arácnidos (clase Arachnida). La subclase Acari (o Acarina) incluye a las garrapatas (superfamilia Ixodoidea).

La acarología (del griego ἀκαρί/ἄκαρι akarí/ákari, un tipo de ácaro; y -λογία -loguía, -logía, ‘tratado’, ‘estudio’, ‘ciencia’) es el estudio de los ácaros (subclase Acari o Acarina), que son parte de los arácnidos (clase Arachnida). La subclase Acari (o Acarina) incluye a las garrapatas (superfamilia Ixodoidea). La acarología es un subcampo de la aracnología, una subdisciplina del campo de la zoología. Un zoólogo especializado en acarología se llama acarólogo. Los acarólogos también pueden ser parasitólogos, porque muchas especies miembros de la subclase Acari (o Acarina) son parásitos. Hay muchos acarólogos en todo el mundo, tanto profesionales como aficionados. La disciplina es una ciencia en desarrollo, y se ha proporcionado una investigación muy esperada en la historia más reciente.

## Organizaciones acarológicas
- Laboratorio de Acarología Médica, Academia de Ciencias de la República Checa.
- Laboratorio de investigación de garrapatas,[3] Universidad de Rhode Island.
- Laboratorio de investigación de garrapatas[4] en la Universidad de Texas A&M.

### Sociedades acarológicas
- Congreso Internacional de Acarología
- Societé Internationale des Acarologues de Langue Francaise
- Sociedad de Acarología Sistemática y Aplicada
- Sociedad de Acarología de Estados Unidos
- Sociedad Acarológica de Irán
- Sociedad Acarológica de Japón
- Asociación Africana de Acarología
- Sociedad Egipcia de Acarología
- Asociación Europea de Acarólogos

## Acarólogos notables
- Harry Hoogstraal
- Pat Nuttall
- Ronald Vernon Southcott
- Jane Brotherton Walker

## Revistas
Las principales revistas científicas de acarología incluyen:
- Acarologia
- Acarines
- Experimental and Applied Acarology
- International Journal of Acarology
- Systematic & Applied Acarology
- Ticks and Tick-borne Diseases
- Persian Journal of Acarology